# Filialkirche Höring

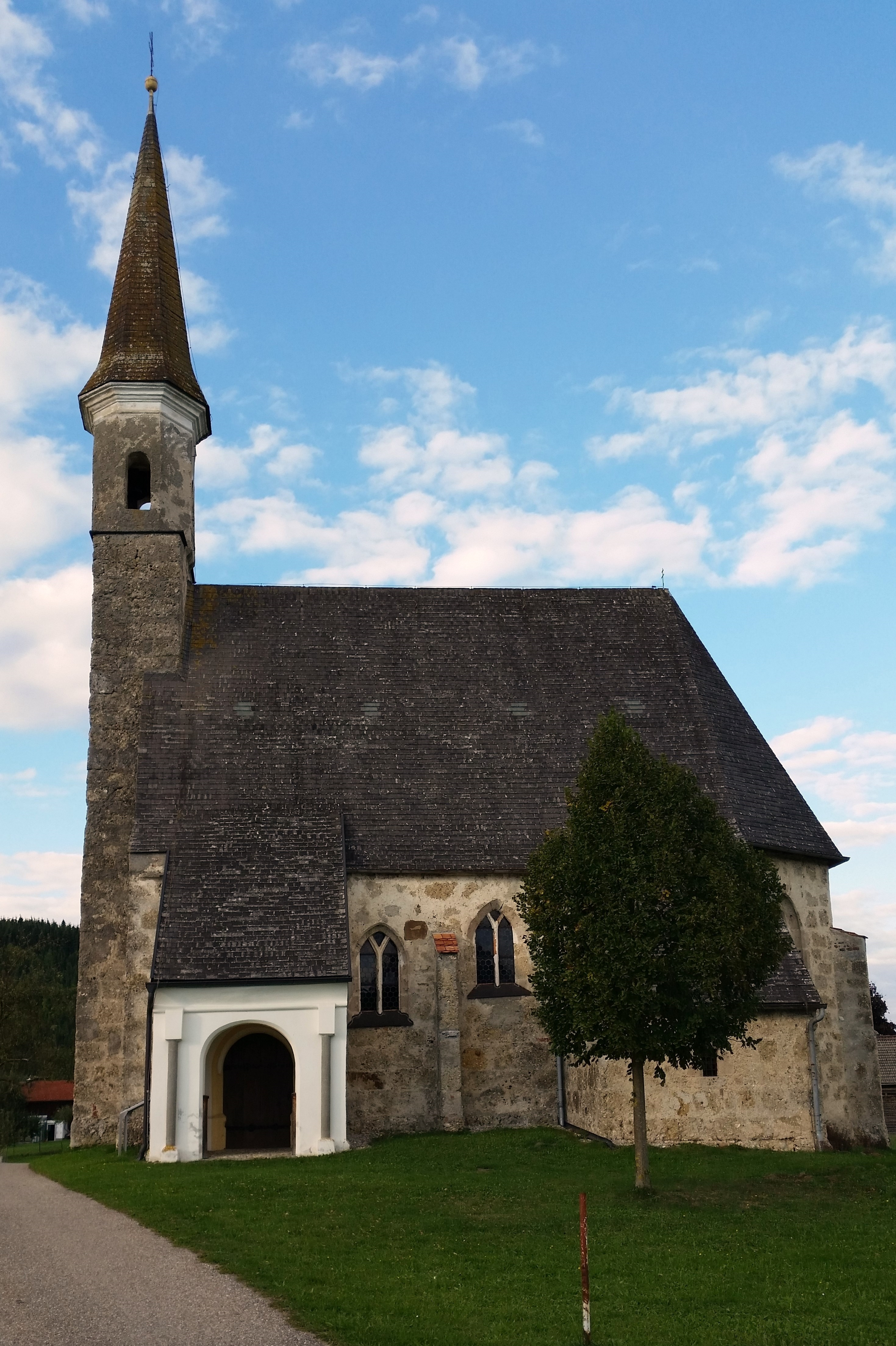
Kath. Filialkirche hl. Stephan in Höring

Die römisch-katholische Filialkirche hl. Stephan befindet sich im Ort Höring in der Gemeinde Auerbach in Oberösterreich und gehört zur Pfarrkirche Auerbach im Dekanat Mattighofen in der Diözese Linz. Sie steht unter Denkmalschutz.

## Architektur
Der gotische Kirchenbau hat ein einschiffiges dreijochiges eher breites und niedriges netzrippengewölbtes Langhaus und einen leicht eingezogenen etwas überhöhten einjochen Chor mit Dreiachtelschluss. Die gotischen Rippen wurden entfernt. Das Westtürmchen wird von einem achteckigen Aufsatz mit Spitzhelm gekrönt. Die Sakristei hat ein Sternrippengewölbe, die Sakristeitür gotische Beschläge.

## Ausstattung
Der Hochaltar, der das Martyrium des hl. Stephan zeigt, entstand 1624, die Kanzel 1628, das Fronkruzifix wohl im 19. Jahrhundert. Die Ausstattung des 17. Jahrhunderts schuf der ortsansässige Matthias Schreder,